# Andrea Compagno
Andrea Compagno (Palermo, 22 de abril de 1996) es un futbolista italiano que juega como delantero en el Tianjin Jinmen Tiger de la Superliga de China.

## Clubes
| Club                 | País       | Año       |
| -------------------- | ---------- | --------- |
| Due Torri            | Italia     | 2015      |
| Pinerolo             | Italia     | 2015-2016 |
| Argentina Arma       | Italia     | 2016-2017 |
| Borgosesia Calcio    | Italia     | 2017-2018 |
| Nuorese              | Italia     | 2018      |
| Tre Fiori F. C.      | San Marino | 2018-2020 |
| FCU Craiova 1948     | Rumania    | 2020-2022 |
| Fotbal Club FCSB     | Rumania    | 2022-2024 |
| Tianjin Jinmen Tiger | China      | 2024-act. |

## Palmarés

### Títulos nacionales
| Título                            | Club             | País       | Año  |
| --------------------------------- | ---------------- | ---------- | ---- |
| Campeonato Sanmarinense de fútbol | Tre Fiori F. C.  | San Marino | 2020 |
| Liga II                           | FCU Craiova 1948 | Rumania    | 2021 |